# Zoraida hyalina
Zoraida hyalina är en insektsart som beskrevs av Melichar 1914. Zoraida hyalina ingår i släktet Zoraida och familjen Derbidae. Inga underarter finns listade i Catalogue of Life.